# Мария Чеботари
Мария Чеботари (на румънски: Maria Cebotari) (автентично фамилно име Ciubotaru)  е известна, родена в Бесарабия (тогава в Руската империя), румънска и австрийска оперна певица (сопрано) и актриса. Една от най-големите германски звезди през 30-те и 40-те години на XX век. 
Бениамино Джили смята Чеботари за един от най-великите женски гласове, които някога е чувал. Мария Калас е сравнявана с нея, а за Анджела Георгиу тя е сред оперните творци, на които се възхищава най-много.
Нейното погребение е „една от най-внушителните демонстрации на любов и чест, която е получавал починал артист“ в историята на Виена, на него присъстват хиляди хора.

## Биография
Чеботари е родена на 10 февруари 1910 г. в Кишинев, Бесарабия. Учи пеене в Кишиневската консерватория, а през 1929 г. се присъединява към гастролиращата в града трупа на Московския художествен театър като актриса. Скоро се омъжва за члена на трупата граф Александър Вирубов.
Отивайки в Берлин с трупата, тя учи пеене при Оскар Даниел в продължение на три месеца и дебютира като оперна певица на 15 март 1931 г. в дрезденската Опера Земпер, в ролята на Мими от „Бохеми“ на Пучини. Поканена е на фестивала в Залцбург от Бруно Валтер, където пее Евридика в операта на Глук „Орфей и Евридика“.
През 1935 г. тя изпълнява партията на Аминта на световната премиера на операта на Рихард Щраус „Мълчаливата жена“ под диригентството на Карл Бьом в опера Земпер. Щраус я съветва да се премести в Берлин и през 1936 г. тя се присъединява към Берлинската държавна опера, където е прима до 1946 г. Същата година пее Сузана в „Сватбата на Фигаро“, Церлина в „Дон Жуан“ и Софи в „Кавалерът на розата“ в спектаклите на дрезденската опера в Лондонската кралска опера „Ковънт Гардън“. Оттогава тя се появява в много големи оперни театри, включително Виенската държавна опера и оперния театър „Ла Скала“ в Милано.
Развежда с граф Вирубов през 1938 г. и се омъжва за австрийския актьор Густав Дисл, от когото има двама сина. През 1946 г. тя напуска Берлин и се присъединява към Виенската държавна опера. Отново посещава Ковънт Гардън през 1947 г. с Виенската държавна оперна трупа и пее Саломе, Дона Анна в „Дон Жуан“, графиня Алмавива в „Сватбата на Фигаро“. На 27 септември тя е Дона Анна, партнирайки на Рихард Таубер като Отавио при последната му изява на сцената.
Съпругът ѝ, актьорът Густав Дисл, умира от инфаркт на 20 март 1948 г. В началото на 1949 г. по време на представление на „Сватбата на Фигаро“ в Ла Скала Мария Чеботари страда от силна болка. В началото лекарите не приемат това сериозно. На 31 март 1949 г. обаче тя пада по време на спектакъла на оперетата на Карл Мильокер „Бедният студент“ във Виена. По време на операцията на 4 април лекарите откриват рак на черния дроб и панкреаса. Умира на 9 юни 1949 г. във Виена. Британският пианист сър Клифърд Кързън осиновява двамата ѝ сина.
Чеботари има изключително многостранен глас, а репертоарът ѝ обхваща колоратура, субрет, лирични и драматични роли; тя пее например както графиня Алмавива, така и Сузана в „Сватбата на Фигаро“, Виолета в „Травиата“ и Саломе през един и същ сезон. Концентрира се върху четирима композитори – Моцарт, Рихард Щраус, Верди и Пучини. Рихард Щраус я определя като „най-добрата универсална игра на европейската сцена и никога не закъснява и никога не отменя“. Херберт фон Караян, по време на интервю за Би Би Си десетилетия след смъртта ѝ казва, че тя е най-великата „Мадам Бътерфлай“, която той е правил.

## Филми
Освен успешната си кариера в оперните театри, Чеботари се появява в няколко филма, свързани с операта, като „Трите жени на Верди“, „Мария Малибран“ и „Мечтата на мадам Бътерфлай“.
Играла е и във филма „Одеса в пламъци“ (1942) на италианския режисьор Кармине Галоне – румънско-италианска копродукция, разказваща за драмата на бежанците от Бесарабия (Република Молдова) през Втората световна война и отдаваща почит на румънските войски, освободили Бесарабия от Червената армия, която я окупира през 1940 г. Филмът включва кинохроники, показващи колони от бягащи бежанци. Печели голямата награда на фестивала във Венеция през 1942 г. Мария Чеботари играе ролята на Мария Теодореску, оперна певица от Бесарабия, която е била в Кишинев с 8-годишния си син по време на инвазията. Момчето е отведено някъде в Одеса. На майката е казано, че то ще бъде задържано в лагер и възпитавано като съветски мъж. Майката се съгласява да пее руски песни в театрите и таверните, но само за да си върне сина. Мария Теодореску пее на тези места, споделяйки свои снимки. Едно такова изображение е открито случайно от съпруга ѝ, който е в румънската армия с чин капитан (той е бил в Букурещ по време на инвазията). В крайна сметка семейството се събира отново. Филмът е забранен след инвазията на съветските войски в Букурещ през 1944 г., заедно с много други, а актьорите във филма са арестувани. Много такива филми са или унищожени, или цензурирани и за тях повече от 50 години не се чува нищо. За щастие някой открива този филм в архивите на Чинечита в Рим и той е показан за първи път в Румъния през декември 2006 г.
Документалният филм на режисьора Виктор Друк „Ария“ (2005) за живота на Мария Чеботари се сблъсква с трудности при прожекцията в Молдова по време на комунистическата администрация (приключила през 2009 г.) поради част от филма, където сопраното се самоопределя като румънка, противно на официалната политика на комунистическото правителство, която нарича етническото мнозинство молдовско, а не румънско (спорове за езиковата и етническата идентичност в Молдова).

## Записи
Много от оцелелите записи на са от изпълнения на живо – в оперни театри или в студиото за радиопредаване. Почти всички от тях вече са дигитално ремастерирани и общото им качество е забележително. Нейният пълен запис на Саломе (изпълнение на живо на 30 септември 1947 г. в Ковънт Гардън) показва, че тя е една от най-великите изпълнителки на ролята, въпреки изключително лошото качество на звука.
Австрийският компания „Прайзер“ издава няколко компактдиска, сред които The Art of Maria Cebotari и Maria Cebotari singt Richard Strauss.
- Mozart – Le nozze di Figaro (Böhm 1938, in German/Ahlersmeyer, Teschemacher, Schöffler, Wessely, Böhme) Preiser
- Puccini – Turandot (Keilberth 1938, in German/Hauss, Buchta, Hann, Eipperle, Harlan, Schupp, Kiefer), Koch-Schwann
- Schoeck – Das Schloss Dürande (Heger live 1943, excerpts/Anders, Berglund, Fuchs, Domgraf-Fassbaender, Greindl, Hüsch), Jecklin
- R. Strauss – Salome (Krauss 1947 live/Rothmüller, Höngen), Gebhardt
- R. Strauss – Taillefer (Artur Rother 1944/ Walter Ludwig, Hans Hotter), Preiser
- Verdi – Luisa Miller (Elmendorff 1944, in German/Böhme, Hopf, Hann, Herrmann, Eipperle), Preiser
- Verdi – La traviata (Steinkopf 1943, in German/Rosvaenge, Schlusnus), Iron Needle
- Von Einem – Dantons Tod (Fricsay live 1947/Schöffler, Patzak, Klein, Weber, Alsen, Hann), Stradivarius
- Recital (Mozart, Verdi, Puccini, Leoncavallo, J. Strauss, Arditi, Rachmaninov, Beckmann, Mackeben, Tchaikovsky), Preiser – LV
- Recital – Maria Cebotari singt Arien (Mozart, J. Strauss, Gounod, Puccini and R. Strauss), Preiser – LV
- Maria Cebotari – Arien, Duette, Szenen (Mozart, Bizet, Verdi, Puccini), Preiser
- Recital – Maria Cebotari singt Richard Strauss (Salome, Feuersnot, Der Rosenkavalier, Daphne, Taillefer), Preiser (Berliner Rundfunk Sinfonie Orchester, Artur Rother, 1 – 4 recorded 1943, 5 in 1944).
- Maria Cebotari: Arias, Songs and in Film, Weltbild
- Recital – Maria Cebotari singt Giuseppe Verdi (La traviata, Rigoletto), Preiser
- Four Famous Sopranos of the Past (Gitta Alpar, Jarmila Novotná and Esther Réthy), Preiser – LV
- Bruno Walter Vol. 1, Symphony No 2 and No 4 (1948/50), LYS
- Helge Rosvaenge in Szenen aus André Chénier und Rigoletto – Duets, Preiser
- Helge Rosvaenge – Duets, Preiser – LV
- Grosse Mozartsänger Vol. 1 1922 – 1942, Orfeo
- Von der Königlichen Hofoper zur Staatsoper ‘Unter den Linden’, Preiser – LV

## Филмография
- Тройка (1930)
- Момичета в бяло (1936)
- Майчинска песен (1937)
- Силни сърца (1937)
- Джузепе Верди (1938)
- Il sogno di Butterfly (1939)
- Обичай ме, Алфредо! (1940)
- Одеса в пламъците (1942)
- Мария Малибран (1943)